# Eupithecia extremata
Eupithecia extremata là một loài bướm đêm trong họ Geometridae.